# Petra Majdič
Petra Majdič (ur. 22 grudnia 1979 w Lublanie) – słoweńska biegaczka narciarska, specjalistka sprintu, brązowa medalistka olimpijska i dwukrotna medalistka mistrzostw świata w sprincie.
Jest żołnierzem słoweńskich wojsk lądowych.

## Kariera
Po raz pierwszy na arenie międzynarodowej Petra Majdič pojawiła się 4 stycznia 1998 roku w zawodach Pucharu Kontynentalnego w niemieckim Furtwangen. Zajęła tam trzynaste miejsce w biegu na 5 km techniką klasyczną. W styczniu 1998 roku wystąpiła także na mistrzostwach świata juniorów w Pontresinie, gdzie zajęła 21. miejsce w biegu na 5 km stylem dowolnym, a na dystansie 15 km stylem klasycznym uplasowała się jedną pozycję niżej. W Pucharze Świata zadebiutowała 9 stycznia 1999 roku w Novym Měscie, zajmując 69. miejsce w biegu na 10 km klasykiem. Był to jej jedyny start pucharowy w sezonie 1998/1999 i wobec braku zdobytych punktów nie została uwzględniona w klasyfikacji generalnej. Na początku lutego 1999 roku zajęła między innymi szóste miejsce w biegu na 5 km klasykiem podczas mistrzostw świata juniorów w Saalfelden. Już dwa tygodnie później wzięła udział w swojej pierwszej imprezie w kategorii seniorów – mistrzostwach świata w Ramsau. Wystąpiła tam w dwóch biegach: na 5 km klasykiem oraz łączonym na 15 km, w obu przypadkach plasując się w szóstej dziesiątce.

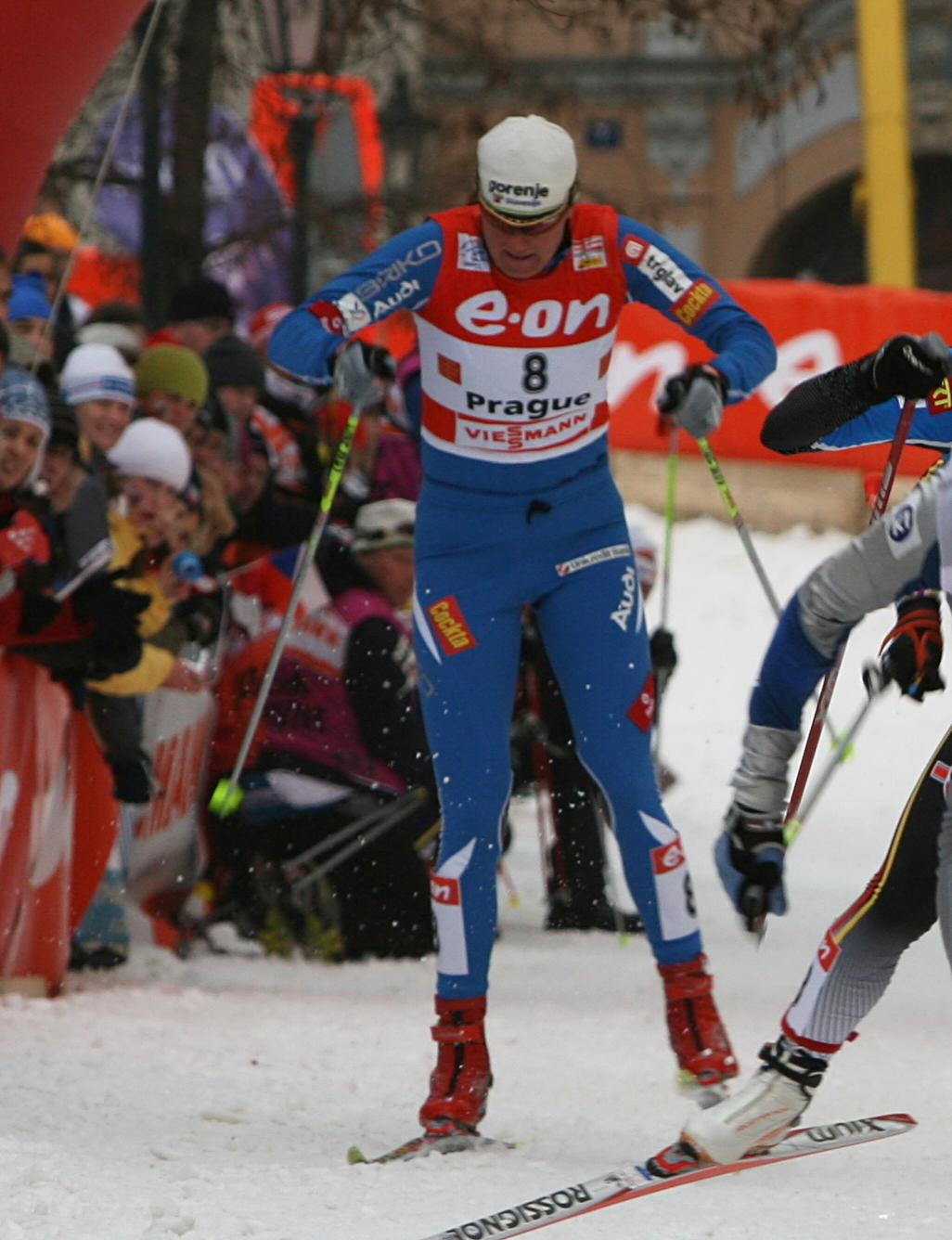
Majdič podczas TdS 2007/08

Pierwsze pucharowe punkty Petra zdobyła 26 lutego 2000 roku w Falun, zajmując 30. miejsce w biegu na 10 km techniką dowolną. W sezonie 1999/2000 pojawiła się jeszcze sześciokrotnie, ale punkty zdobyła tylko raz: 17 marca 2000 roku we włoskim Bormio zajęła dwudzieste miejsce w biegu na 5 km klasykiem. W klasyfikacji generalnej zajęła dzięki temu 69. miejsce. Jeszcze lepiej wypadła w sezonie 2000/2001, który ukończyła na 34. pozycji. Po słabszym początku, kiedy nie zdobyła punktów w trzech kolejnych biegach, zajęła 30. miejsce na dystansie 15 km stylem klasycznym 20 grudnia 2000 roku w Davos. W swoim kolejnym starcie 1 lutego 2001 roku w Asiago wywalczyła swoje pierwsze pucharowe podium, zajmując trzecie miejsce w sprincie techniką dowolną. W pozostałej części sezonu punktowała czterokrotnie, przy czym w czołowej dziesiątce znalazła się jeszcze raz – 10 marca 2001 roku w Oslo zajęła dziewiąte miejsce w biegu na 30 km stylem klasycznym. W lutym 2001 roku startowała na mistrzostwach świata w Lahti, gdzie zajęła między innymi czternaste miejsce w biegu na 15 km i siedemnaste na 10 km techniką klasyczną. Na tych samych mistrzostwach razem z koleżankami z reprezentacji zajęła jedenaste miejsce w sztafecie.
Startując na igrzyskach olimpijskich w Salt Lake City była siódma w biegu łączonym na 15 km, w biegu na 10 km zajęła ósme miejsce, a w sztafecie Słowenki z Majdič w składzie zajęły dziewiątą pozycję. W rywalizacji pucharowej pięciokrotnie plasowała się w czołowej dziesiątce, przy czym dwukrotnie stanęła na podium: 19 grudnia 2001 roku w Asiago zajęła drugie miejsce w sprincie stylem klasycznym, wynik ten powtarzając także 5 marca 2002 roku w Sztokholmie. W obu przypadkach Słowenka uległa tylko Bente Skari z Norwegii. W klasyfikacji generalnej sezonu 2001/2002 z dorobkiem 311 punktów zajęła czternaste miejsce, a w klasyfikacji sprinterskiej była dziewiąta. W sezonie 2002/2003 punktowała w większości startów pucharowych. Cztery razy znalazła się w pierwszej dziesiątce, jednak na podium nie stanęła ani razu. Najlepszy wynik osiągnęła 12 stycznia 2003 roku w Otepää, gdzie była czwarta w biegu na 15 km stylem klasycznym. W klasyfikacji generalnej, podobnie jak przed rokiem, zajęła czternaste miejsce. Na mistrzostwach świata w Val di Fiemme w lutym 2003 roku we wszystkich swoich startach plasowała się w czołówce. W biegu na 10 km techniką klasyczną była siódma, na dystansie 15 km klasykiem zajęła ósme miejsce, a bieg łączony na 10 km ukończyła na dziesiątej pozycji.
W dwóch kolejnych sezonach nie stawała na podium zawodów pucharowych. Najbliżej tego celu była 16 stycznia 2005 roku w Novym Měscie, gdzie zajęła czwarte miejsce w sprincie stylem klasycznym. W klasyfikacji generalnej Pucharu świata zajmowała kolejno 23. miejsce w sezonie 2003/2004 i trzynaste w sezonie 2004/2005. Podczas mistrzostw świata w Oberstdorfie w 2005 roku jej najlepszym wynikiem było piętnaste miejsce w sprincie klasykiem. Na podium zawodów Pucharu Świata wróciła 5 lutego 2006 roku, kiedy zajęła trzecie miejsce w biegu na 10 km stylem klasycznym w Davos. Był to ostatni start pucharowy przed igrzyskami olimpijskimi w Turynie, podczas których największym osiągnięciem Petry było zajęcie szóstego miejsca w biegu na 10 km stylem klasycznym. Po powrocie do rywalizacji pucharowej Majdič już w pierwszym starcie ponownie stanęła na podium, tym razem zajmując trzecie miejsce na dystansie 45 km klasykiem w Mora 4 marca 2006 roku. W pozostałych zawodach punktowała czterokrotnie, w tym 9 marca 2006 roku w Drammen odniosła swoje pierwsze pucharowe zwycięstwo, wygrywając sprint techniką klasyczną.

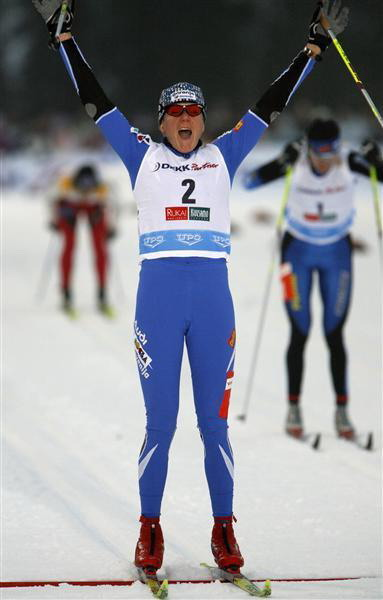
Majdič w 2009 roku

Pierwszy medal w karierze zdobyła na mistrzostwach świata w Sapporo w 2007 roku. W sprincie techniką klasyczną była druga, ustępując tylko Norweżce Astrid Jacobsen, która wyprzedziła ją o zaledwie 0.2 sekundy. Jest to najlepszy wynik Petry na mistrzostwach świata. Blisko kolejnego medalu była na dystansie 30 km stylem klasycznym, który ukończyła na piątej pozycji. Na tych samych mistrzostwach zajęła także dziewiąte miejsce w sprincie drużynowym stylem dowolnym. W zawodach pucharowych aż trzynaście razy znalazła się w pierwszej dziesiątce, w tym pięciokrotnie stawała na podium: 25 listopada 2006 roku w Ruce wygrała sprint stylem dowolnym, 13 grudnia była druga w biegu na 10 km klasykiem w Cogne, 14 marca 2007 roku w Drammen była druga w sprincie klasykiem, trzy dni później była trzecia w biegu na 30 km klasykiem w Oslo, a 21 marca 2007 roku zwyciężyła w sprincie stylem klasycznym w Sztokholmie. Słowenka wzięła także udział w pierwszej edycji Tour de Ski, punktując w pięciu z sześciu etapów, przy czym 3 stycznia 2007 roku w Oberstdorfie wygrała bieg na 10 km klasykiem. W klasyfikacji końcowej była szósta, tracąc do zwyciężczyni, Finki Virpi Kuitunen blisko dwie minuty. W klasyfikacji generalnej sezonu 2006/2007 pozwoliło jej to zająć czwarte miejsce, 50 punktów za Czeszką Kateřiną Neumannovą. W klasyfikacji sprinterskiej wyprzedziła ją tylko Virpi Kuitunen, a w klasyfikacji biegów dystansowych Majdič zajęła ósme miejsce.
W sezonie 2007/2008 była piąta w klasyfikacji generalnej. Trzynaście razy zajmowała miejsca w pierwszej dziesiątce, przy czym 1 grudnia w Ruce, 23 stycznia w Canmore i 10 lutego w Otepää wygrywała w sprincie stylem klasycznym, a 27 lutego w Sztokholmie i 5 marca 2008 roku w Drammen była druga w tej samej konkurencji. W drugim Tour de Ski punktowała we wszystkich etapach, ale na podium nie stawała. W klasyfikacji końcowej była zaledwie osiemnasta, tracąc do zwyciężczyni, Charlotte Kalli ze Szwecji ponad cztery i pół minuty. Bardzo dobre wyniki w sprintach dały jej zwycięstwo w klasyfikacji sprinterskiej, bezpośrednio przed Astrid Jacobsen i Virpi Kuitunen.
Najlepsze wyniki Petra osiągnęła w sezonie 2008/2009. Punktowała we wszystkich startach pucharowych, dziesięciokrotnie stając na podium, z czego aż osiem biegów wygrała. Pierwsze zwycięstwo odniosła 29 listopada w Ruce w sprincie klasykiem, następnie wygrywała sprint stylem dowolnym 14 grudnia w Davos i 20 grudnia w Düsseldorfie, sprint klasykiem 24 stycznia w Otepää, sprint stylem dowolnym w Valdidentro 13 lutego i 7 marca w Lahti oraz sprint i bieg na 30 km techniką klasyczną w Trondheim 12 i 14 marca 2009 roku. Ponadto była trzecia w trzeciej edycji Tour de Ski oraz biegu na 10 km stylem klasycznym w Valdidentro 12 lutego 2009 r. W TdS punktowała we wszystkich etapach, nie zajmując miejsca niższego niż szesnaste. W czterech etapach stawała na podium, jednakże w żadnym nie wygrała. W klasyfikacji końcowej wyprzedziły ją tylko dwie Finki: Virpi Kuitunen i Aino-Kaisa Saarinen. W sezonie tym Majdič praktycznie aż do ostatnich zawodów toczyła walkę o zwycięstwo w klasyfikacji generalnej z Polką Justyną Kowalczyk. Ostatecznie Kowalczyk okazała się lepsza, wyprzedzając Słowenkę o 100 punktów, trzecie miejsce zajęła Saarinen, której strata do Petry wyniosła ponad 200 punktów. W klasyfikacji sprinterskiej Majdič po raz drugi w karierze okazała się najlepsza, a w klasyfikacji dystansowej była piąta. Na mistrzostwach świata w Libercu w lutym 2009 roku nie zdobyła jednak medalu. Najlepiej wypadła w biegu łączonym na 15 km, który ukończyła na dziewiątym miejscu. W sprincie techniką dowolną była dwunasta, a biegu na 10 km klasykiem zajęła piętnaste miejsce.

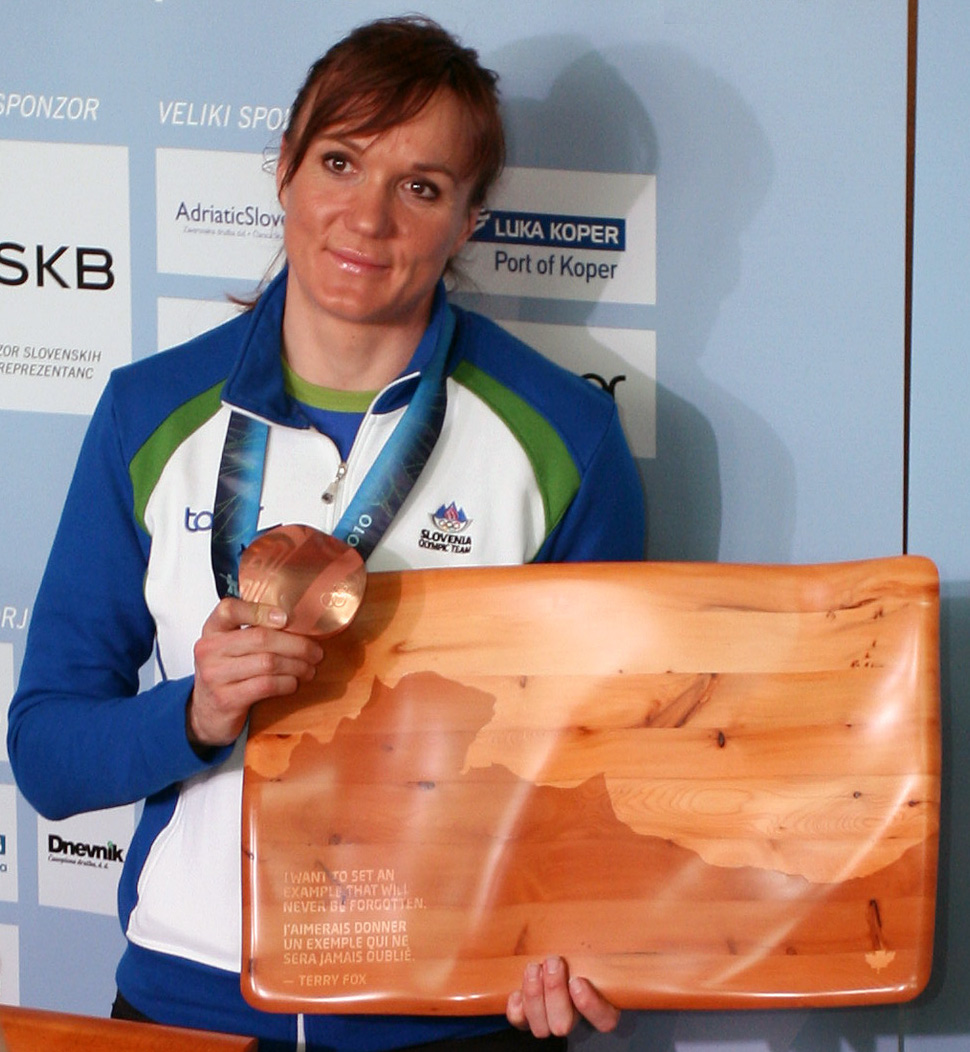
Petra z brązowy medalem ZIO 2010 i Terry Fox Award

Najważniejszym punktem sezonu 2009/2010 były igrzyska olimpijskie w Vancouver. Petra wystąpiła tam tylko w sprincie techniką klasyczną, w którym wywalczyła brązowy medal, przegrywając tylko z Norweżką Marit Bjørgen i Justyną Kowalczyk. Sukces był tym większy, że na treningu tuż przed startem eliminacji Słowenka spadła z trzymetrowej skarpy łamiąc sobie cztery żebra i uszkadzając opłucną. Był to pierwszy indywidualny medal olimpijski dla Słowenii od 16 lat. Dwa dni po tym biegu Petra otrzymała Złoty Order za Zasługi od prezydenta Słowenii Danilo Türka Parę dni później wspólnie z Kanadyjką Joannie Rochette otrzymała nagrodę Terry Fox Award, za swoją postawę na igrzyskach olimpijskich w Vancouver. W zawodach pucharowych pięciokrotnie stawała na podium: 28 listopada w Ruce była druga w sprincie klasykiem, 13 grudnia w Davos wygrała sprint stylem dowolnym, 20 grudnia w Rogli była trzecia w biegu na 10 km klasykiem, w czwartym Tour de Ski była druga, drugie miejsce zajęła także w sprincie klasykiem 17 stycznia w Otepää. W Tour de Ski Słowenka nie zajęła miejsca niższego niż dwunaste, przy czym trzy etapy wygrała i prowadziła w całym cyklu aż do ostatniego etapu. Przed podbiegiem na Alpe Cermis Petra miała ponad pół minuty przewagi nad Justyną Kowalczyk, jednak Polka nie tylko odrobiła stratę, ale jeszcze przyspieszyła i ostatecznie wyprzedziła Majdič o 19 sekund. Trzecie miejsce w klasyfikacji końcowej zajęła Włoszka Arianna Follis. W klasyfikacji generalnej całego sezonu, podobnie jak w klasyfikacji sprinterskiej pierwsze miejsce zajęła Kowalczyk przed Bjørgen i Majdič.
W 2010 r. Słowenka ogłosiła, że sezon 2010/2011 będzie ostatnim w jej karierze. Z powodu obrażeń odniesionych w upadku podczas igrzysk w Vancouver Petra nie wystąpiła w żadnym biegu aż do zakończenia sezonu 2009/2010. Mimo długiej przerwy zdołała się jednak przygotować do kolejnego sezonu, który zaczęła od zajęcia dwunastego miejsca w biegu na 10 km techniką dowolną. W rozgrywanym w Ruce cyklu Ruka Triple stawała na podium w dwóch etapach: najpierw była druga w sprincie, a dzień później zajęła trzecie miejsce w biegu na 5 km klasykiem. Cały cykl ukończyła na szóstej pozycji. W kolejnych zawodach zajęła między innymi czwarte miejsce 12 grudnia w sprincie stylem dowolnym w Davos. Jej kolejnym startem była piąta edycja Tour de Ski, w którym w siedmiu pierwszych etapach plasowała się w czołowej dziesiątce, z czego dwukrotnie wygrała. W ostatnim etapie cyklu zajęła jednak dopiero 19. miejsce i w klasyfikacji końcowej spadła z czwartego na szóstej miejsce, tracąc do zwycięskiej Kowalczyk blisko pięć minut. W drugiej części sezonu pięć razy znalazła się w pierwszej dziesiątce, na podium stając 23 stycznia w Otepää, gdzie wygrała sprint klasykiem oraz 13 marca 2011 roku w Lahti, gdzie zajęła trzecie miejsce w tej samej konkurencji. W klasyfikacji generalnej była szósta, jednak w klasyfikacji sprinterskiej po raz trzeci zdobyła Małą Kryształową Kulę, wyprzedzając Ariannę Follis i Amerykankę Kikkan Randall. Podczas mistrzostw świata w Oslo w 2011 roku zdobyła swój ostatni medal, zajmując trzecie miejsce w sprincie stylem dowolnym. Wyprzedziły ją tylko Marit Bjørgen i Arianna Follis, a o trzecim miejscu Majdič zdecydował fotofinisz, ponieważ na metę wpadła równocześnie ze swoją rodaczką Vesną Fabjan. Na tych samych mistrzostwach była także piąta w sprincie drużynowym stylem klasycznym oraz siódma w sztafecie. Zgodnie ze wcześniejszymi zapowiedziami w 2011 roku zakończyła karierę.
W latach 2006, 2007 i 2009 była wybierana najlepszym sportowcem Słowenii. Obecnie mieszka w miejscowości Brinje, niedaleko Lublany. Ukończyła studia na wydziale nauk społecznych. Oprócz słoweńskiego Petra posługuje się także angielskim i częściowo niemieckim. Jest pierwszą słoweńską biegaczką narciarską, która wygrała zawody Pucharu Świata, a także pierwszą, która zdobyła medal na mistrzostwach świata i zimowych igrzyskach olimpijskich.

## Osiągnięcia

### Igrzyska olimpijskie
| Miejsce | Dzień     | Rok  | Miejscowość    | Konkurencja                          | Czas biegu | Strata  | Zwyciężczyni        |
| ------- | --------- | ---- | -------------- | ------------------------------------ | ---------- | ------- | ------------------- |
| 8.      | 12 lutego | 2002 | Soldier Hollow | 10 km stylem klasycznym              | 28:05,6    | +58,3   | Bente Skari         |
| 7.      | 15 lutego | 2002 | Soldier Hollow | 10 km bieg łączony                   | 25:09,9    | +6,6    | Beckie Scott        |
| 9.      | 21 lutego | 2002 | Soldier Hollow | bieg sztafetowy 4 × 5 km             | 49:30,6    | +1:49,0 | Niemcy              |
| 12.     | 24 lutego | 2002 | Soldier Hollow | 30 km stylem klasycznym              | 1:30:57,1  | +4:54,7 | Gabriella Paruzzi   |
| 11.     | 12 lutego | 2006 | Pragelato      | 15 km bieg łączony                   | 42:48,7    | +53,0   | Kristina Šmigun     |
| 6.      | 16 lutego | 2006 | Pragelato      | 10 km stylem klasycznym              | 27:51,4    | +30,9   | Kristina Šmigun     |
| 8.      | 22 lutego | 2006 | Pragelato      | Sprint stylem dowolnym               | 2:12,3     | –       | Chandra Crawford    |
| 14.     | 24 lutego | 2006 | Pragelato      | 30 km stylem dowolnym (start masowy) | 1:22:25,4  | +2:57,1 | Kateřina Neumannová |
| 3.      | 17 lutego | 2010 | Whistler       | Sprint stylem klasycznym             | 3:39,2     | +1,8    | Marit Bjørgen       |

### Mistrzostwa świata
| Miejsce | Dzień     | Rok  | Miejscowość   | Konkurencja                            | Czas biegu | Strata  | Zwyciężczyni        |
| ------- | --------- | ---- | ------------- | -------------------------------------- | ---------- | ------- | ------------------- |
| 59.     | 22 lutego | 1999 | Ramsau        | 5 km stylem klasycznym                 | 12:49,8    | +2:13,5 | Bente Skari         |
| 53.     | 23 lutego | 1999 | Ramsau        | 15 km bieg łączony                     | 42:27,9    | +6:35,8 | Stefania Belmondo   |
| 14.     | 15 lutego | 2001 | Lahti         | 15 km stylem klasycznym                | 43:54,8    | +3:18,0 | Bente Skari         |
| 32.     | 18 lutego | 2001 | Lahti         | 10 km bieg łączony                     | 28:06,1    | +2:17,6 | Virpi Kuitunen      |
| 17.     | 20 lutego | 2001 | Lahti         | 10 km stylem klasycznym                | 26:55,5    | +1:56,7 | Bente Skari         |
| 11.     | 23 lutego | 2001 | Lahti         | bieg sztafetowy 4 × 5 km               | 53:01,6    | –       | Rosja               |
| 8.      | 18 lutego | 2003 | Val di Fiemme | 15 km stylem klasycznym (start masowy) | 39:40,9    | +1:46,5 | Bente Skari         |
| 7.      | 20 lutego | 2003 | Val di Fiemme | 10 km stylem klasycznym                | 25:47,0    | +1:16,8 | Bente Skari         |
| 10.     | 22 lutego | 2003 | Val di Fiemme | 10 km bieg łączony                     | 26:38,4    | +12,5   | Kristina Šmigun     |
| 23.     | 19 lutego | 2005 | Oberstdorf    | 15 km bieg łączony                     | 42:16,8    | +2:28,5 | Julija Czepałowa    |
| 15.     | 22 lutego | 2005 | Oberstdorf    | Sprint stylem klasycznym               | 2:15,5     | –       | Emilie Öhrstig      |
| 2.      | 22 lutego | 2007 | Sapporo       | Sprint stylem klasycznym               | 2:50,9     | +0,2    | Astrid Jacobsen     |
| 9.      | 23 lutego | 2007 | Sapporo       | Sprint drużynowy stylem dowolnym       | 16:20,9    | +1:03,6 | Finlandia           |
| 16.     | 25 lutego | 2007 | Sapporo       | 15 km bieg łączony                     | 41:27,5    | +1:35,1 | Olga Zawjałowa      |
| 5.      | 3 marca   | 2007 | Sapporo       | 30 km stylem klasycznym (start masowy) | 1:29:47,1  | +2:17,4 | Virpi Kuitunen      |
| 15.     | 19 lutego | 2009 | Liberec       | 10 km stylem klasycznym                | 28:12,8    | +1:36,6 | Aino-Kaisa Saarinen |
| 9.      | 21 lutego | 2009 | Liberec       | 15 km bieg łączony                     | 40:55,3    | +1:35,3 | Justyna Kowalczyk   |
| 12.     | 24 lutego | 2009 | Liberec       | Sprint stylem dowolnym                 | 2:39,3     | –       | Arianna Follis      |
| 3.      | 24 lutego | 2011 | Oslo          | Sprint stylem dowolnym                 | 3:03,9     | +0,5    | Marit Bjørgen       |
| 13.     | 28 lutego | 2011 | Oslo          | 10 km stylem klasycznym                | 27:39,3    | +1:16,4 | Marit Bjørgen       |
| 5.      | 2 marca   | 2011 | Oslo          | Sprint drużynowy stylem klasycznym     | 19:25,0    | +18,5   | Szwecja             |
| 7.      | 3 marca   | 2011 | Oslo          | bieg sztafetowy 4 × 5 km               | 55:53,0    | +2:23,0 | Norwegia            |

### Mistrzostwa świata juniorów
| Miejsce | Dzień       | Rok  | Miejscowość | Konkurencja             | Czas biegu | Strata  | Zwyciężczyni    |
| ------- | ----------- | ---- | ----------- | ----------------------- | ---------- | ------- | --------------- |
| 21.     | 21 stycznia | 1998 | Pontresina  | 5 km stylem dowolnym    | 14:03,2    | +56,5   | Katrin Šmigun   |
| 22.     | 25 stycznia | 1998 | Pontresina  | 15 km stylem klasycznym | 48:25,6    | +3:16,7 | Hilde Glomsås   |
| 6.      | 3 lutego    | 1999 | Saalfelden  | 5 km stylem klasycznym  | 14:23,5    | +23,1   | Lina Andersson  |
| 29.     | 7 lutego    | 1999 | Saalfelden  | 15 km stylem dowolnym   | 41:20,5    | +4:22,7 | Zuzana Kocumová |

### Puchar Świata

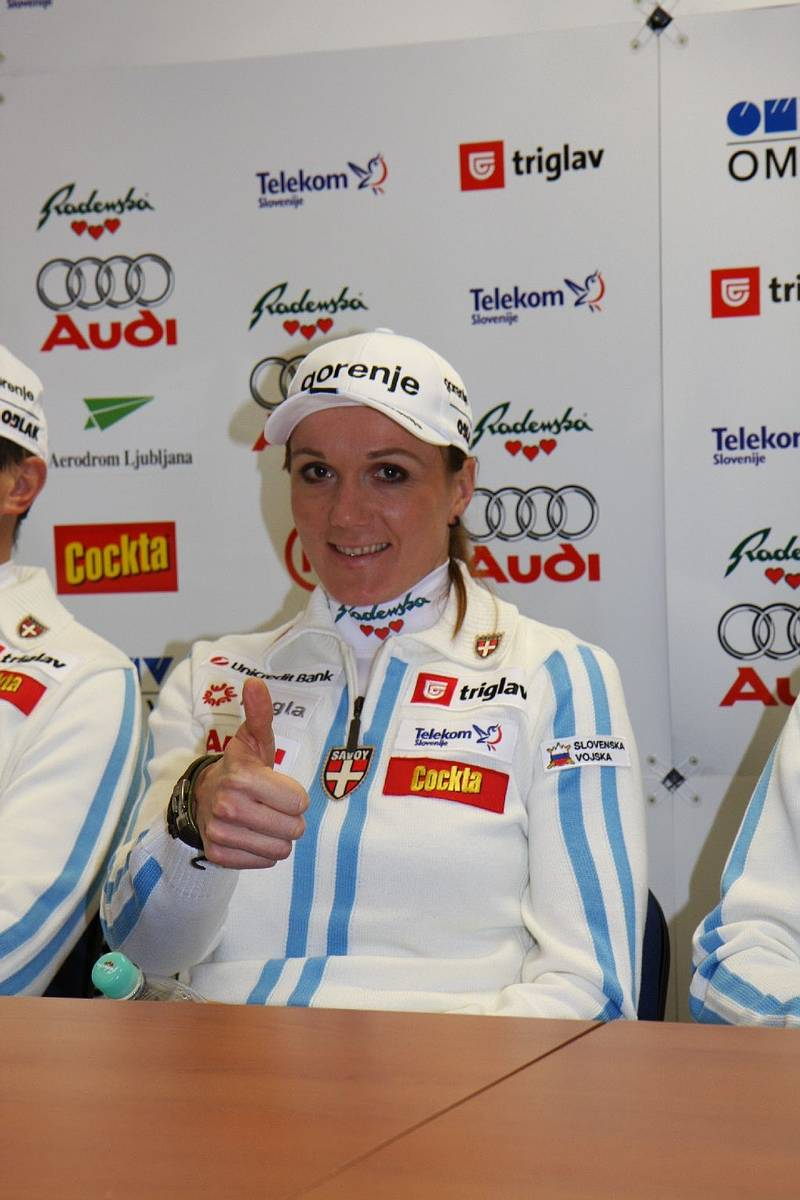
Majdič w 2009 r.

#### Miejsca w klasyfikacji generalnej
| Sezon     | Miejsce |
| --------- | ------- |
| 1999/2000 | 69.     |
| 2000/2001 | 34.     |
| 2001/2002 | 14.     |
| 2002/2003 | 14.     |
| 2003/2004 | 23.     |
| 2004/2005 | 13.     |
| 2005/2006 | 9.      |
| 2006/2007 | 4.      |
| 2007/2008 | 5.      |
| 2008/2009 | 2.      |
| 2009/2010 | 3.      |
| 2010/2011 | 6.      |

#### Zwycięstwa w zawodach indywidualnych Pucharu Świata chronologicznie
| Nr  | Dzień        | Rok  | Miejscowość | Konkurencja                            | Czas biegu  |
| --- | ------------ | ---- | ----------- | -------------------------------------- | ----------- |
| 1.  | 9 marca      | 2006 | Drammen     | Sprint stylem klasycznym               | 3:17,3 min  |
| 2.  | 25 listopada | 2006 | Ruka        | Sprint stylem klasycznym               | 2:40,5 min  |
| 3.  | 21 marca     | 2007 | Sztokholm   | Sprint stylem klasycznym               | 2:37,4 min  |
| 4.  | 1 grudnia    | 2007 | Ruka        | Sprint stylem klasycznym               | 2:32,2 min  |
| 5.  | 23 stycznia  | 2008 | Canmore     | Sprint stylem klasycznym               | 3:09,7 min  |
| 6.  | 10 lutego    | 2008 | Otepää      | Sprint stylem klasycznym               | 3:22,9 min  |
| 7.  | 29 listopada | 2008 | Ruka        | Sprint stylem klasycznym               | 2:55,5 min  |
| 8.  | 14 grudnia   | 2008 | Davos       | Sprint stylem dowolnym                 | –           |
| 9.  | 20 grudnia   | 2008 | Düsseldorf  | Sprint stylem dowolnym                 | –           |
| 10. | 25 stycznia  | 2009 | Otepää      | Sprint stylem klasycznym               | 3:08,5 min  |
| 11. | 13 lutego    | 2009 | Valdidentro | Sprint stylem dowolnym                 | 2:45,6 min  |
| 12. | 7 marca      | 2009 | Lahti       | Sprint stylem dowolnym                 | 2:36,8 min  |
| 13. | 12 marca     | 2009 | Trondheim   | Sprint stylem klasycznym               | 3:09,1 min  |
| 14. | 14 marca     | 2009 | Trondheim   | 30 km stylem klasycznym (start masowy) | 1:25:22,2 h |
| 15. | 13 grudnia   | 2009 | Davos       | Sprint stylem dowolnym                 | 3:20,5 min  |
| 16. | 23 stycznia  | 2011 | Otepää      | Sprint stylem klasycznym               | 3:07,2 min  |

#### Miejsca na podium

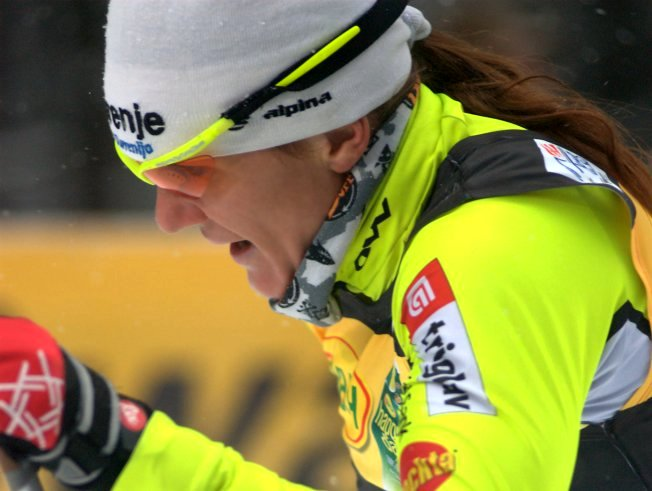
Podczas TdS 2009/10

| Zawody PŚ | Zawody PŚ  | Zawody PŚ  | Zawody PŚ  | Zawody PŚ | Etapy zawodów PŚ | Etapy zawodów PŚ | Etapy zawodów PŚ | Etapy zawodów PŚ | Łącznie    | Łącznie    | Łącznie    | Łącznie |
| Sezon PŚ  | 1. miejsce | 2. miejsce | 3. miejsce | Razem     | 1. miejsce       | 2. miejsce       | 3. miejsce       | Razem            | 1. miejsce | 2. miejsce | 3. miejsce | Razem   |
| 2000/2001 | –          | –          | 1          | 1         | –                | –                | –                | –                | –          | –          | 1          | 1       |
| 2001/2002 | –          | 2          | –          | 2         | –                | –                | –                | –                | –          | 2          | –          | 2       |
| 2002/2003 | –          | –          | –          | –         | –                | –                | –                | –                | –          | –          | –          | –       |
| 2003/2004 | –          | –          | –          | –         | –                | –                | –                | –                | –          | –          | –          | –       |
| 2004/2005 | –          | –          | –          | –         | –                | –                | –                | –                | –          | –          | –          | –       |
| 2005/2006 | 1          | –          | 2          | 3         | –                | –                | –                | –                | 1          | –          | 2          | 3       |
| 2006/2007 | 2          | 2          | 1          | 5         | 1                | –                | –                | 1                | 3          | 2          | 1          | 6       |
| 2007/2008 | 3          | 2          | –          | 5         | –                | –                | –                | –                | 3          | 2          | –          | 5       |
| 2008/2009 | 8          | –          | 2          | 10        | 1                | 2                | 2                | 5                | 9          | 2          | 4          | 15      |
| 2009/2010 | 1          | 3          | 1          | 5         | 3                | 1                | 1                | 5                | 4          | 4          | 2          | 10      |
| 2010/2011 | 1          | –          | 1          | 2         | 3                | 1                | 1                | 5                | 4          | 1          | 2          | 7       |
| Suma      | 16         | 9          | 8          | 33        | 8                | 4                | 4                | 16               | 24         | 13         | 12         | 49      |

#### Miejsca na podium w zawodach indywidualnych Pucharu Świata chronologicznie
| Nr  | Dzień        | Rok  | Miejscowość   | Konkurencja                            | Czas biegu  | Strata      | Miejsce | Zwycięzca           |
| --- | ------------ | ---- | ------------- | -------------------------------------- | ----------- | ----------- | ------- | ------------------- |
| 1.  | 1 lutego     | 2001 | Asiago        | Sprint stylem dowolnym                 | –           | –           | 3.      | Bente Skari         |
| 2.  | 19 grudnia   | 2001 | Asiago        | Sprint stylem klasycznym               | –           | –           | 2.      | Bente Skari         |
| 3.  | 5 marca      | 2002 | Sztokholm     | Sprint stylem klasycznym               | –           | –           | 2.      | Bente Skari         |
| 4.  | 5 lutego     | 2006 | Davos         | 10 km stylem klasycznym                | 27:58,8 min | +36,1 s     | 3.      | Virpi Kuitunen      |
| 5.  | 4 marca      | 2006 | Mora          | 45 km stylem klasycznym (start masowy) | 2:17:53,0 h | +3:23,0 min | 3.      | Marit Bjørgen       |
| 6.  | 9 marca      | 2006 | Drammen       | Sprint stylem klasycznym               | 3:17,3 min  | –           | 1.      | –                   |
| 7.  | 25 listopada | 2006 | Ruka          | Sprint stylem klasycznym               | 3:17,3 min  | –           | 1.      | –                   |
| 8.  | 13 grudnia   | 2006 | Cogne         | 10 km stylem klasycznym                | 26:44,5 min | +32,1 s     | 2.      | Virpi Kuitunen      |
| 9.  | 14 marca     | 2007 | Drammen       | Sprint stylem klasycznym               | 3:08,0 min  | +0,5 s      | 2.      | Virpi Kuitunen      |
| 10. | 17 marca     | 2007 | Oslo          | 30 km stylem klasycznym                | 1:23:55,7 h | +48,6 s     | 3.      | Aino-Kaisa Saarinen |
| 11. | 21 marca     | 2007 | Sztokholm     | Sprint stylem klasycznym               | 2:37,4 min  | –           | 1.      | –                   |
| 12. | 1 grudnia    | 2007 | Ruka          | Sprint stylem klasycznym               | 2:32,2 min  | –           | 1.      | –                   |
| 13. | 23 stycznia  | 2008 | Canmore       | Sprint stylem klasycznym               | 2:32,2 min  | –           | 1.      | –                   |
| 14. | 10 lutego    | 2008 | Otepää        | Sprint stylem klasycznym               | 2:32,2 min  | –           | 1.      | –                   |
| 15. | 27 lutego    | 2008 | Sztokholm     | Sprint stylem klasycznym               | 2:32,3 min  | +0,9 s      | 2.      | Virpi Kuitunen      |
| 16. | 5 marca      | 2008 | Drammen       | Sprint stylem klasycznym               | 3:07,0 min  | +0,8 s      | 2.      | Virpi Kuitunen      |
| 17. | 29 listopada | 2008 | Ruka          | Sprint stylem klasycznym               | 2:55,5 min  | –           | 1.      | –                   |
| 18. | 14 grudnia   | 2008 | Davos         | Sprint stylem dowolnym                 | –           | –           | 1.      | –                   |
| 19. | 20 grudnia   | 2008 | Düsseldorf    | Sprint stylem dowolnym                 | –           | –           | 1.      | –                   |
| 20. | 4 stycznia   | 2009 | / Tour de Ski | 60 km                                  | 2:06:41,4 h | +34,5 s     | 3.      | Virpi Kuitunen      |
| 21. | 25 stycznia  | 2009 | Otepää        | Sprint stylem klasycznym               | 3:08,5 min  | –           | 1.      | –                   |
| 22. | 13 lutego    | 2009 | Valdidentro   | Sprint stylem dowolnym                 | 2:45,6 min  | –           | 1.      | –                   |
| 23. | 14 lutego    | 2009 | Valdidentro   | 10 km stylem klasycznym                | 29:37,4 min | +30,3 s     | 3.      | Justyna Kowalczyk   |
| 24. | 7 marca      | 2009 | Lahti         | Sprint stylem dowolnym                 | 2:36,8 min  | –           | 1.      | –                   |
| 25. | 12 marca     | 2009 | Trondheim     | Sprint stylem klasycznym               | 3:09,1 min  | –           | 1.      | –                   |
| 26. | 14 marca     | 2009 | Trondheim     | 30 km stylem klasycznym (start masowy) | 1:25:22,2 h | –           | 1.      | –                   |
| 27. | 28 listopada | 2009 | Ruka          | Sprint stylem klasycznym               | 3:00,5 min  | +0,9 s      | 2.      | Justyna Kowalczyk   |
| 28. | 13 grudnia   | 2009 | Davos         | Sprint stylem dowolnym                 | 3:20,5 min  | –           | 1.      | –                   |
| 29. | 19 grudnia   | 2009 | Rogla         | Sprint stylem klasycznym               | 4:28,8 min  | +0,9 s      | 3.      | Marit Bjørgen       |
| 30. | 10 stycznia  | 2010 | / Tour de Ski | 60 km                                  | 2:37:49,5 h | +24,2 s     | 2.      | Justyna Kowalczyk   |
| 31. | 17 stycznia  | 2010 | Otepää        | Sprint stylem klasycznym               | 3:06.9 min  | +0,1 s      | 2.      | Hanna Falk          |
| 32. | 23 stycznia  | 2011 | Otepää        | Sprint stylem klasycznym               | 3:07,2 min  | –           | 1.      | –                   |
| 33. | 13 marca     | 2011 | Lahti         | Sprint stylem klasycznym               | 3:30,2 min  | +4,0 s      | 3.      | Marit Bjørgen       |

#### Miejsca na podium w etapach zawodów Pucharu Świata chronologicznie
| Nr  | Dzień        | Rok  | Miejscowość   | Zawody               | Konkurencja                            | Czas biegu  | Strata  | Miejsce | Zwyciężczyni      |
| --- | ------------ | ---- | ------------- | -------------------- | -------------------------------------- | ----------- | ------- | ------- | ----------------- |
| 1.  | 3 stycznia   | 2007 | Oberstdorf    | Tour de Ski          | 10 km stylem klasycznym                | 28:44,8 min | –       | 1.      | –                 |
| 2.  | 27 grudnia   | 2008 | Oberhof       | Tour de Ski          | 2,8 km stylem dowolnym                 | 6:17,2 min  | +2,3 s  | 3.      | Claudia Nystad    |
| 3.  | 29 grudnia   | 2008 | Praga         | Tour de Ski          | Sprint stylem dowolnym                 | –           | –       | 3.      | Arianna Follis    |
| 4.  | 1 stycznia   | 2009 | Nové Město    | Tour de Ski          | Sprint stylem dowolnym                 | –           | –       | 3.      | Arianna Follis    |
| 5.  | 3 stycznia   | 2009 | Val di Fiemme | Tour de Ski          | 10 km stylem klasycznym (start masowy) | 30:10,3 min | +13,8 s | 2.      | Virpi Kuitunen    |
| 6.  | 18 marca     | 2009 | Sztokholm     | Finał Pucharu Świata | Sprint stylem klasycznym               | 2:36,3 min  | –       | 1.      | –                 |
| 7.  | 1 stycznia   | 2010 | Oberhof       | Tour de Ski          | 2,8 km stylem dowolnym                 | 6:35,3 min  | –       | 1.      | –                 |
| 8.  | 3 stycznia   | 2010 | Oberhof       | Tour de Ski          | Sprint stylem klasycznym               | –           | –       | 1.      | –                 |
| 9.  | 6 stycznia   | 2010 | Toblach       | Tour de Ski          | 16 km stylem dowolnym (bieg pościgowy) | 34:34,8 min | +3,4 s  | 2.      | Arianna Follis    |
| 10. | 7 stycznia   | 2010 | Toblach       | Tour de Ski          | 5 km stylem klasycznym                 | 12:37,6 min | +14,8 s | 3.      | Justyna Kowalczyk |
| 11. | 9 stycznia   | 2010 | Val di Fiemme | Tour de Ski          | 10 km stylem klasycznym (start masowy) | 34:06,4 min | –       | 1.      | –                 |
| 12. | 26 listopada | 2010 | Ruka          | Ruka Triple          | Sprint stylem klasycznym               | 3:08,3 min  | +1,4 s  | 2.      | Marit Bjørgen     |
| 13. | 27 listopada | 2010 | Ruka          | Ruka Triple          | 5 km stylem klasycznym                 | 12:51,9 min | +16,8 s | 3.      | Marit Bjørgen     |
| 14. | 2 stycznia   | 2011 | Oberstdorf    | Tour de Ski          | Sprint stylem klasycznym               | 2:50,8 min  | –       | 1.      | –                 |
| 15. | 5 stycznia   | 2011 | Toblach       | Tour de Ski          | Sprint stylem dowolnym                 | –           | –       | 1.      | –                 |
| 16. | 16 marca     | 2011 | Sztokholm     | Finał Pucharu Świata | Sprint stylem klasycznym               | 2:28,4 min  | –       | 1.      | –                 |

#### Miejsca w poszczególnych zawodachPucharu Świata
| Sezon 1998/1999                                                                   |                             |                               |                          |                         |                                     |                            |                             |                                     |                            |                             |                            |                                |                               |                              |                              |                             |                        |                         |                             |                          |                          |                             |                          |                           |                        |                           |                        |                        |                         |                                     |        |        |        |        |        |        |        |        |        |        |        |        |
| Muonio 28.11 (5 km F)                                                             | Mediolan 10.12 (SP F)       | Toblach 12.12 (5 km F)        | Toblach 13.12 (10 km C)  | Davos 19.12 (15 km C)   | Garmisch-Partenkirchen 27.12 (SP F) | Engelberg 28.12 (SP F)     | Kitzbühel 29.12 (SP F)      | Otepää 5.01 (10 km C)               | Nové Město 9.01 (10 km C)  | Nové Město 12.01 (15 km F)  | Seefeld 14.02 (5 km F)     | Lahti 7.03 (10 km C)           | Falun 13.03 (15 km C)         | Oslo 20.03 (30 km C)         | punkty                       | punkty                      | punkty                 | punkty                  | punkty                      | punkty                   | punkty                   | punkty                      | punkty                   | punkty                    | punkty                 | punkty                    | punkty                 | punkty                 | punkty                  | punkty                              | punkty | punkty | punkty | punkty | punkty |        |        |        |        |        |        |        |
| –                                                                                 | –                           | –                             | –                        | –                       | –                                   | –                          | –                           | –                                   | 69                         | –                           | –                          | –                              | –                             | –                            | 0                            | 0                           | 0                      | 0                       | 0                           | 0                        | 0                        | 0                           | 0                        | 0                         | 0                      | 0                         | 0                      | 0                      | 0                       | 0                                   | 0      | 0      | 0      | 0      | 0      |        |        |        |        |        |        |        |
| Sezon 1999/2000                                                                   |                             |                               |                          |                         |                                     |                            |                             |                                     |                            |                             |                            |                                |                               |                              |                              |                             |                        |                         |                             |                          |                          |                             |                          |                           |                        |                           |                        |                        |                         |                                     |        |        |        |        |        |        |        |        |        |        |        |        |
| Kiruna 27.11 (5 km C)                                                             | Sappada 10.12 (10 km F)     | Sappada 12.12 (7,5 km F)      | Davos 18.12 (15 km C)    | Engelberg 27.12 (SP C)  | Garmisch-Partenkirchen 28.12 (SP F) | Kitzbühel 29.12 (SP F)     | Moskwa 8.01 (15 km F)       | Nové Město 12.01 (10 km C)          | Trondheim 2.02 (5 km F)    | Lillehammer 5.02 (2 × 5 km) | Ulrichen 16.02 (5 km F)    | Lamoura Mouthe 20.02 (44 km F) | Falun 26.02 (10 km F)         | Sztokholm 28.02 (SP C)       | Lahti 3.03 (SP F)            | Lahti 5.03 (15 km C)        | Oslo 8.03 (SP C)       | Oslo 11.03 (30 km C)    | Bormio 17.03 (5 km C)       | Bormio 18.03 (10 km F)   | punkty                   | punkty                      | punkty                   | punkty                    | punkty                 | punkty                    | punkty                 | punkty                 | punkty                  | punkty                              | punkty | punkty | punkty | punkty | punkty | punkty | punkty | punkty | punkty |        |        |        |
| 64                                                                                | 48                          | –                             | –                        | –                       | –                                   | –                          | –                           | 47                                  | –                          | –                           | 35                         | –                              | 30                            | –                            | –                            | 47                          | –                      | –                       | 20                          | –                        | 12                       | 12                          | 12                       | 12                        | 12                     | 12                        | 12                     | 12                     | 12                      | 12                                  | 12     | 12     | 12     | 12     | 12     | 12     | 12     | 12     | 12     |        |        |        |
| Sezon 2000/2001                                                                   |                             |                               |                          |                         |                                     |                            |                             |                                     |                            |                             |                            |                                |                               |                              |                              |                             |                        |                         |                             |                          |                          |                             |                          |                           |                        |                           |                        |                        |                         |                                     |        |        |        |        |        |        |        |        |        |        |        |        |
| Beitostølen 25.11 (10 km C)                                                       | Beitostølen 29.11 (5 km F)  | Santa Caterina 8.12 (10 km F) | Brusson 16.12 (10 km C)  | Brusson 17.12 (SP F)    | Davos 20.12 (15 km C)               | Engelberg 28.12 (SP C)     | Engelberg 29.12 (SP F)      | Soldier Hollow 10.01 (2 × 5 km)     | Asiago 1.02 (SP F)         | Nové Město 4.02 (SP F)      | Otepää 10.02 (5 km C)      | Kawgołowo 4.03 (15 km F)       | Oslo 7.03 (SP C)              | Oslo 10.03 (30 km C)         | Borlänge 14.03 (5 km F)      | Falun 17.03 (10 km F)       | Falun 18.03 (10 km C)  | Kuopio 24.03 (40 km F)  | punkty                      | punkty                   | punkty                   | punkty                      | punkty                   | punkty                    | punkty                 | punkty                    | punkty                 | punkty                 | punkty                  | punkty                              | punkty | punkty | punkty | punkty | punkty | punkty | punkty | punkty | punkty |        |        |        |
| 42                                                                                | 42                          | 46                            | –                        | –                       | 30                                  | –                          | –                           | –                                   | 3                          | –                           | 29                         | –                              | 26                            | 9                            | 44                           | –                           | 21                     | 33                      | 107                         | 107                      | 107                      | 107                         | 107                      | 107                       | 107                    | 107                       | 107                    | 107                    | 107                     | 107                                 | 107    | 107    | 107    | 107    | 107    | 107    | 107    | 107    | 107    |        |        |        |
| Sezon 2001/2002                                                                   |                             |                               |                          |                         |                                     |                            |                             |                                     |                            |                             |                            |                                |                               |                              |                              |                             |                        |                         |                             |                          |                          |                             |                          |                           |                        |                           |                        |                        |                         |                                     |        |        |        |        |        |        |        |        |        |        |        |        |
| Kuopio 24.11 (10 km C)                                                            | Kuopio 25.11 (5 km F)       | Cogne 8.12 (5 km C)           | Cogne 9.12 (SP F)        | Brusson 12.12 (10 km F) | Davos 15.12 (10 km C)               | Asiago 19.12 (SP C)        | Ramsau 22.12 (15 km F)      | Garmisch-Partenkirchen 27.12 (SP F) | Salzburg 29.12 (SP C)      | Val di Fiemme 5.01 (2×5 km) | Val di Fiemme 6.01 (SP F)  | Val di Fiemme 8.01 (15 km C)   | Nové Město 12.01 (5 km F)     | Lahti 2.03 (10 km F)         | Sztokholm 5.03 (SP C)        | Falun 9.03 (2×5 km)         | Oslo 13.03 (SP C)      | Oslo 16.03 (30 km F)    | Lillehammer 23.03 (58 km C) | punkty                   | punkty                   | punkty                      | punkty                   | punkty                    | punkty                 | punkty                    | punkty                 | punkty                 | punkty                  | punkty                              | punkty | punkty | punkty | punkty | punkty | punkty | punkty | punkty | punkty |        |        |        |
| 32                                                                                | 43                          | 7                             | –                        | DNF                     | 9                                   | 2                          | 32                          | –                                   | –                          | 13                          | –                          | DNF                            | –                             | –                            | 2                            | 29                          | 6                      | –                       | 11                          | 311                      | 311                      | 311                         | 311                      | 311                       | 311                    | 311                       | 311                    | 311                    | 311                     | 311                                 | 311    | 311    | 311    | 311    | 311    | 311    | 311    | 311    | 311    |        |        |        |
| Sezon 2002/2003                                                                   |                             |                               |                          |                         |                                     |                            |                             |                                     |                            |                             |                            |                                |                               |                              |                              |                             |                        |                         |                             |                          |                          |                             |                          |                           |                        |                           |                        |                        |                         |                                     |        |        |        |        |        |        |        |        |        |        |        |        |
| Düsseldorf 26.10 (SP F)                                                           | Kiruna 23.11 (5 km F)       | Ruka 30.11 (10 km C)          | Davos 7.12 (10 km F)     | Clusone 11.12 (SP F)    | Cogne 14.12 (15 km C)               | Cogne 15.12 (SP C)         | Linz 19.12 (SP F)           | Ramsau 21.12 (2×5 km)               | Kawgołowo 4.01 (5 km F)    | Otepää 12.01 (15 km C)      | Nové Město 18.01 (10 km F) | Oberhof 25.01 (10 km C)        | Reit im Winkl 12.02 (SP F)    | Asiago 15.02 (5 km C)        | Oslo 6.03 (SP F)             | Oslo 8.03 (30 km C)         | Drammen 11.03 (SP C)   | Lahti 16.03 (10 km F)   | Borlänge 20.03 (SP F)       | Falun 22.03 (2×5 km)     | punkty                   | punkty                      | punkty                   | punkty                    | punkty                 | punkty                    | punkty                 | punkty                 | punkty                  | punkty                              | punkty | punkty | punkty | punkty | punkty | punkty | punkty | punkty | punkty |        |        |        |
| –                                                                                 | 17                          | 26                            | 22                       | –                       | 11                                  | 5                          | –                           | 8                                   | 17                         | 4                           | –                          | –                              | 13                            | 31                           | 19                           | 4                           | 26                     | 31                      | 20                          | DNF                      | 275                      | 275                         | 275                      | 275                       | 275                    | 275                       | 275                    | 275                    | 275                     | 275                                 | 275    | 275    | 275    | 275    | 275    | 275    | 275    | 275    | 275    |        |        |        |
| Sezon 2003/2004                                                                   |                             |                               |                          |                         |                                     |                            |                             |                                     |                            |                             |                            |                                |                               |                              |                              |                             |                        |                         |                             |                          |                          |                             |                          |                           |                        |                           |                        |                        |                         |                                     |        |        |        |        |        |        |        |        |        |        |        |        |
| Düsseldorf 25.10 (SP F)                                                           | Beitostølen 22.11 (10 km F) | Ruka 28.11 (10 km C)          | Ruka 29.11 (2×7,5 km)    | Dobbiaco 6.12 (15 km F) | Davos 13.12 (10 km C)               | Val di Fiemme 16.12 (SP C) | Ramsau 20.12 (10 km F)      | Ramsau 21.12 (2×7,5 km)             | Falun 6.01 (2×7,5 km)      | Otepää 10.01 (15 km C)      | Nové Město 17.01 (10 km C) | Nové Město 18.01 (SP F)        | Val di Fiemme 25.01 (70 km C) | La Clusaz 6.02 (10 km F)     | Oberstdorf 14.02 (2×7,5 km)  | Sztokholm 18.02 (SP C)      | Umeå 21.02 (10 km C)   | Trondheim 24.02 (SP F)  | Drammen 26.02 (SP C)        | Oslo 28.02 (30 km F)     | Lahti 5.03 (SP F)        | Lahti 7.03 (10 km C)        | Pragelato 12.03 (SP F)   | Pragelato 13.03 (15 km F) | punkty                 | punkty                    | punkty                 | punkty                 | punkty                  | punkty                              | punkty | punkty | punkty | punkty | punkty | punkty | punkty | punkty | punkty |        |        |        |
| 11                                                                                | 17                          | 50                            | 19                       | –                       | 18                                  | 17                         | 16                          | 9                                   | 8                          | 6                           | –                          | –                              | –                             | –                            | 39                           | 19                          | 16                     | 23                      | 35                          | DNF                      | 39                       | 56                          | –                        | –                         | 228                    | 228                       | 228                    | 228                    | 228                     | 228                                 | 228    | 228    | 228    | 228    | 228    | 228    | 228    | 228    | 228    |        |        |        |
| Sezon 2004/2005                                                                   |                             |                               |                          |                         |                                     |                            |                             |                                     |                            |                             |                            |                                |                               |                              |                              |                             |                        |                         |                             |                          |                          |                             |                          |                           |                        |                           |                        |                        |                         |                                     |        |        |        |        |        |        |        |        |        |        |        |        |
| Düsseldorf 23.10 (SP F)                                                           | Gällivare 20.11 (10 km C)   | Ruka 26.11 (10 km F)          | Ruka 28.11 (10 km C)     | Berno 4.12 (SP F)       | Lago di Tesero 11.12 (2×7,5 km)     | Asiago 14.12 (SP C)        | Ramsau 18.12 (15 km F)      | Otepää 8.01 (10 km C)               | Nové Město 15.01 (10 km F) | Nové Město 16.01 (SP F)     | Pragelato 22.01 (2×7,5 km) | Reit im Winkl 12.02 (10 km F)  | Reit im Winkl 13.02 (SP C)    | Lahti 5.03 (SP C)            | Lahti 6.03 (10 km F)         | Drammen 9.03 (SP C)         | Oslo 12.03 (30 km C)   | Göteborg 16.03 (SP F)   | Falun 19.03 (2×7,5 km)      | punkty                   | punkty                   | punkty                      | punkty                   | punkty                    | punkty                 | punkty                    | punkty                 | punkty                 | punkty                  | punkty                              | punkty | punkty | punkty | punkty | punkty | punkty | punkty | punkty | punkty |        |        |        |
| 12                                                                                | 12                          | 50                            | 12                       | –                       | 10                                  | 26                         | 17                          | 36                                  | 31                         | 4                           | 8                          | –                              | 34                            | 10                           | –                            | 10                          | 20                     | 10                      | 12                          | 304                      | 304                      | 304                         | 304                      | 304                       | 304                    | 304                       | 304                    | 304                    | 304                     | 304                                 | 304    | 304    | 304    | 304    | 304    | 304    | 304    | 304    | 304    |        |        |        |
| Sezon 2005/2006                                                                   |                             |                               |                          |                         |                                     |                            |                             |                                     |                            |                             |                            |                                |                               |                              |                              |                             |                        |                         |                             |                          |                          |                             |                          |                           |                        |                           |                        |                        |                         |                                     |        |        |        |        |        |        |        |        |        |        |        |        |
| Düsseldorf 22.10 (SP F)                                                           | Beitostølen 19.11 (10 km C) | Ruka 26.11 (10 km C)          | Ruka 27.11 (10 km F)     | Vernon 10.12 (2×7,5 km) | Vernon 11.12 (SP F)                 | Canmore 15.12 (10 km F)    | Canmore 17.12 (15 km C)     | Nové Město 30.12 (SP F)             | Nové Město 31.12 (10 km F) | Otepää 7.01 (10 km C)       | Otepää 8.01 (SP C)         | Lago di Tesero 14.01 (15 km F) | Oberstdorf 21.01 (2×7,5 km)   | Oberstdorf 22.01 (SP C)      | Davos 4.02 (SP F)            | Davos 5.02 (10 km C)        | Mora 4.03 (45 km C)    | Borlänge 7.03 (SP F)    | Falun 8.03 (2×5 km)         | Drammen 9.03 (SP C)      | Oslo 11.03 (30 km F)     | Changchun 15.03 (SP F)      | Sapporo 19.03 (2×7,5 km) | punkty                    | punkty                 | punkty                    | punkty                 | punkty                 | punkty                  | punkty                              | punkty | punkty | punkty | punkty | punkty | punkty | punkty | punkty | punkty |        |        |        |
| 16                                                                                | 12                          | 7                             | 6                        | 10                      | 27                                  | 13                         | 14                          | 12                                  | 16                         | 19                          | 7                          | –                              | –                             | –                            | 18                           | 3                           | 3                      | 32                      | 27                          | 1                        | –                        | 16                          | 13                       | 538                       | 538                    | 538                       | 538                    | 538                    | 538                     | 538                                 | 538    | 538    | 538    | 538    | 538    | 538    | 538    | 538    | 538    |        |        |        |
| Sezon 2006/2007                                                                   |                             |                               |                          |                         |                                     |                            |                             |                                     |                            |                             |                            |                                |                               |                              |                              |                             |                        |                         |                             |                          |                          |                             |                          |                           |                        |                           |                        |                        |                         |                                     |        |        |        |        |        |        |        |        |        |        |        |        |
| Düsseldorf 28.10 (SP F)                                                           | Gällivare 18.11 (10 km F)   | Ruka 25.11 (SP C)             | Ruka 26.11 (10 km C)     | Cogne 13.12 (10 km C)   | La Clusaz 16.12 (15 km F)           | Monachium 31.12 (SP F)     | Oberstdorf 2.01 (2×5 km)    | Oberstdorf 3.01 (10 km C)           | Asiago 5.01 (SP F)         | Cavalese 6.01 (15 km C)     | Cavalese 6.01 (10 km F)    | TdS                            | Rybińsk 20.01 (15 km F)       | Rybińsk 21.01 (SP F)         | Otepää 27.01 (10 km C)       | Otepää 28.01 (SP C)         | Davos 3.02 (10 km F)   | Changchun 15.02 (SP C)  | Changchun 16.02 (10 km F)   | Lahti 10.03 (SP F)       | Lahti 11.03 (10 km C)    | Drammen 14.03 (SP C)        | Oslo 17.03 (30 km C)     | Sztokholm 21.03 (SP C)    | Falun 24.03 (2×7,5 km) | punkty                    | punkty                 | punkty                 | punkty                  | punkty                              | punkty | punkty | punkty | punkty | punkty | punkty | punkty | punkty | punkty |        |        |        |
| 10                                                                                | 8                           | 1                             | 7                        | 2                       | 8                                   | 5                          | 33                          | 1                                   | 17                         | 9                           | 17                         | 6                              | –                             | –                            | 15                           | 9                           | 11                     | –                       | –                           | 4                        | 6                        | 2                           | 3                        | 1                         | 26                     | 844                       | 844                    | 844                    | 844                     | 844                                 | 844    | 844    | 844    | 844    | 844    | 844    | 844    | 844    | 844    |        |        |        |
| Sezon 2007/2008                                                                   |                             |                               |                          |                         |                                     |                            |                             |                                     |                            |                             |                            |                                |                               |                              |                              |                             |                        |                         |                             |                          |                          |                             |                          |                           |                        |                           |                        |                        |                         |                                     |        |        |        |        |        |        |        |        |        |        |        |        |
| Düsseldorf 27.10 (SP F)                                                           | Beitostølen 24.11 (10 km F) | Ruka 1.12 (SP C)              | Ruka 2.12 (10 km C)      | Davos 8.12 (10 km C)    | Rybińsk 15.12 (15 km F)             | Rybińsk 16.12 (SP F)       | Nové Město 28.12 (3,3 km C) | Nové Město 29.12 (10 km F)          | Praga 30.12 (SP F)         | Nové Město 1.01 (10 km F)   | Nové Město 2.01 (10 km C)  | Asiago 4.01 (SP F)             | Val di Fiemme 5.01 (10 km C)  | Val di Fiemme 6.01 (9 km F)  | TdS                          | Canmore 22.01 (2×7,5 km)    | Canmore 23.01 (SP C)   | Canmore 25.01 (10 km F) | Canmore 26.01 (SP F)        | Otepää 9.02 (10 km C)    | Otepää 10.02 (SP C)      | Liberec 16.02 (7,6 km F)    | Falun 23.02 (2×7,5 km)   | Sztokholm 27.02 (SP C)    | Lahti 1.03 (SP F)      | Lahti 2.03 (10 km C)      | Drammen 5.03 (SP C)    | Oslo 8.03 (30 km F)    | Bormio 14.03 (2,5 km F) | Bormio 15-16.03 (10 km C + 10 km F) | punkty | punkty | punkty | punkty | punkty | punkty | punkty | punkty | punkty |        |        |        |
| 36                                                                                | 11                          | 1                             | 5                        | 6                       | –                                   | –                          | 20                          | 25                                  | 13                         | 18                          | 7                          | 15                             | 14                            | 22                           | 18                           | 10                          | 1                      | 5                       | 7                           | 8                        | 1                        | 20                          | 25                       | 2                         | 4                      | 13                        | 2                      | –                      | 5                       | 13                                  | 969    | 969    | 969    | 969    | 969    | 969    | 969    | 969    | 969    |        |        |        |
| Sezon 2008/2009                                                                   |                             |                               |                          |                         |                                     |                            |                             |                                     |                            |                             |                            |                                |                               |                              |                              |                             |                        |                         |                             |                          |                          |                             |                          |                           |                        |                           |                        |                        |                         |                                     |        |        |        |        |        |        |        |        |        |        |        |        |
| Gällivare 22.11 (10 km F)                                                         | Ruka 29.11 (SP C)           | Ruka 30.11 (10 km C)          | La Clusaz 6.12 (15 km F) | Davos 13.12 (10 km C)   | Davos 14.12 (SP F)                  | Düsseldorf 20.12 (SP F)    | Oberhof 27.12 (2,8 km F)    | Oberhof 28.12 (10 km C)             | Praga 29.12 (SP F)         | Nové Město 31.12 (9 km C)   | Nové Město 1.01 (SP F)     | Val di Fiemme 3.01 (10 km C)   | Val di Fiemme 4.01 (9 km F)   | TdS                          | Whistler 16.01 (SP C)        | Whistler 17.01 (2×7,5 km)   | Otepää 24.01 (10 km C) | Otepää 25.01 (SP C)     | Rybińsk 30.01 (10 km F)     | Rybińsk 31.01 (SP F)     | Valdidentro 13.02 (SP F) | Valdidentro 14.02 (10 km C) | Lahti 07.03 (SP F)       | Lahti 08.03 (10 km F)     | Trondheim 12.03 (SP C) | Trondheim 14.03 (30 km C) | Sztokholm 18.03 (SP C) | Falun 20.03 (2,5 km F) | Falun 21.03 (2×5 km)    | Falun 22.03 (10 km F)               | FPŚ    | punkty | punkty | punkty | punkty | punkty | punkty | punkty | punkty |        |        |        |
| 18                                                                                | 1                           | 6                             | –                        | 7                       | 1                                   | 1                          | 3                           | 6                                   | 3                          | 5                           | 2                          | 2                              | 16                            | 3                            | –                            | –                           | 4                      | 1                       | 20                          | 7                        | 1                        | 3                           | 1                        | 19                        | 1                      | 1                         | 1                      | 5                      | 24                      | 26                                  | 12     | 1710   | 1710   | 1710   | 1710   | 1710   | 1710   | 1710   | 1710   |        |        |        |
| Sezon 2009/2010                                                                   |                             |                               |                          |                         |                                     |                            |                             |                                     |                            |                             |                            |                                |                               |                              |                              |                             |                        |                         |                             |                          |                          |                             |                          |                           |                        |                           |                        |                        |                         |                                     |        |        |        |        |        |        |        |        |        |        |        |        |
| Beitostølen 21.11 (10 km F)                                                       | Ruka 28.11 (SP C)           | Ruka 29.11 (10 km C)          | Düsseldorf 5.12 (SP F)   | Davos 12.12 (10 km F)   | Davos 13.12 (SP F)                  | Rogla 19.12 (SP C)         | Rogla 20.12 (15 km C)       | Oberhof 1.01 (2,8 km F)             | Oberhof 2.01 (10 km C)     | Oberhof 3.01 (SP C)         | Praga 4.01 (SP F)          | Toblach 6.01 (16 km F)         | Toblach 7.01 (5 km C)         | Val di Fiemme 9.01 (10 km C) | Val di Fiemme 10.01 (9 km F) | TdS                         | Otepää 16.01 (10 km C) | Otepää 17.01 (SP C)     | Rybińsk 22.01 (SP F)        | Rybińsk 23.01 (2×7,5 km) | Canmore 5.02 (10 km F)   | Canmore 6.02 (SP C)         | Lahti 6.03 (2×7,5 km)    | Drammen 11.03 (SP C)      | Oslo 13.03 (30 km F)   | Oslo 14.03 (SP F)         | Sztokholm 17.03 (SP C) | Falun 19.03 (2,5 km C) | Falun 20.03 (2×5 km)    | FPŚ                                 | punkty | punkty | punkty | punkty | punkty | punkty | punkty | punkty | punkty |        |        |        |
| 19                                                                                | 2                           | 8                             | 13                       | 13                      | 1                                   | 3                          | 7                           | 1                                   | 10                         | 1                           | 7                          | 2                              | 3                             | 1                            | 12                           | 2                           | 5                      | 2                       | –                           | –                        | 13                       | 11                          | –                        | –                         | –                      | –                         | -                      | -                      | -                       | –                                   | 1191   | 1191   | 1191   | 1191   | 1191   | 1191   | 1191   | 1191   | 1191   |        |        |        |
| Sezon 2010/2011                                                                   |                             |                               |                          |                         |                                     |                            |                             |                                     |                            |                             |                            |                                |                               |                              |                              |                             |                        |                         |                             |                          |                          |                             |                          |                           |                        |                           |                        |                        |                         |                                     |        |        |        |        |        |        |        |        |        |        |        |        |
| Gällivare 20.11 (10 km F)                                                         | Ruka 26.11 (SP C)           | Ruka 27.11 (5 km C)           | Ruka 28.11 (10 km F)     | RT                      | Düsseldorf 4.12 (SP F)              | Davos 11.12 (10 km C)      | Davos 12.12 (SP F)          | La Clusaz 18.12 (15 km F)           | Oberhof 31.12 (2,5 km F)   | Oberhof 1.01 (10 km C)      | Oberstdorf 2.01 (SP C)     | Oberstdorf 3.01 (2×5 km)       | Toblach 5.01 (SP F)           | Toblach 6.01 (16 km F)       | Val di Fiemme 8.01 (10 km C) | Val di Fiemme 9.01 (9 km F) | TdS                    | Liberec 15.01 (SP F)    | Otepää 22.01 (10 km C)      | Otepää 23.01 (SP C)      | Rybińsk 4.02 (2×5 km)    | Rybińsk 5.02 (SP F)         | Drammen 19.02 (10 km C)  | Drammen 20.02 (SP F)      | Lahti 12.03 (2×5 km)   | Lahti 13.03 (SP C)        | Sztokholm 16.03 (SP C) | Falun 18.03 (2,5 km C) | Falun 19.03 (2×5 km)    | FPŚ                                 | punkty | punkty | punkty | punkty | punkty | punkty | punkty | punkty | punkty | punkty | punkty | punkty |
| 12                                                                                | 2                           | 3                             | 28                       | 7                       | 23                                  | 20                         | 4                           | –                                   | 8                          | 5                           | 1                          | 10                             | 1                             | 5                            | 9                            | 19                          | 6                      | 4                       | 9                           | 1                        | –                        | –                           | 17                       | 15                        | –                      | 3                         | 1                      | 17                     | 20                      | 9                                   | 1087   | 1087   | 1087   | 1087   | 1087   | 1087   | 1087   | 1087   | 1087   | 1087   | 1087   | 1087   |
| Legenda                                                                           |                             |                               |                          |                         |                                     |                            |                             |                                     |                            |                             |                            |                                |                               |                              |                              |                             |                        |                         |                             |                          |                          |                             |                          |                           |                        |                           |                        |                        |                         |                                     |        |        |        |        |        |        |        |        |        |        |        |        |
| 1 2 3 4-30 31–100 wyniki anulowane - – zawodnik nie wystartował TdS – Tour de Ski |                             |                               |                          |                         |                                     |                            |                             |                                     |                            |                             |                            |                                |                               |                              |                              |                             |                        |                         |                             |                          |                          |                             |                          |                           |                        |                           |                        |                        |                         |                                     |        |        |        |        |        |        |        |        |        |        |        |        |

### Tour de Ski

#### 2010/2011(6. miejsce)
- 19. miejsce  Val di Fiemme (9 stycznia 2011) – 9 km s.dowolny (handicap), start indywidualny
- 9. miejsce  Val di Fiemme (8 stycznia 2011) – 10 km st. klasycznym (bieg łączony)
- 5. miejsce  Dobbiaco (Toblach) (6 stycznia 2011) – 15 km st. dowolnym (bieg pościgowy)
- 1. miejsce  Dobbiaco (Toblach) (5 stycznia 2011) – 1,3 km sprint st. dowolnym
- 10. miejsce  Oberstdorf (3 stycznia 2011) – 5+5 km łączony
- 1. miejsce  Oberstdorf (2 stycznia 2011) – 1,2 km sprint st. klasycznym
- 5. miejsce  Oberhof (1 stycznia 2011) – 10 km st. klasycznym (bieg pościgowy)
- 8. miejsce  Oberhof (31 grudnia 2010) – 2,5 km st. dowolny (prolog)

#### 2009/2010(2. miejsce)
- 12. miejsce  Val di Fiemme (10 stycznia 2010) – 9 km st. dowolny (handicap)
- 1. miejsce  Val di Fiemme (9 stycznia 2010) – 10 km st. klasyczny (bieg masowy)
- 3. miejsce  Dobbiaco (Toblach) (7 stycznia 2010) – 5 km st. klasyczny
- 2. miejsce  Dobbiaco (Toblach) (6 stycznia 2010) – 16 km st. dowolny (bieg pościgowy)
- 7. miejsce  Praga (4 stycznia 2010) – sprint st. dowolny
- 1. miejsce  Oberhof (3 stycznia 2010) – sprint st. klas.
- 10. miejsce  Oberhof (2 stycznia 2010) – 10 km st. klas. (bieg pościgowy)
- 1. miejsce  Oberhof (1 stycznia 2010) – 2,8 km st. dowolny (prolog)

#### 2008/2009(3. miejsce)
- 16. miejsce  Val di Fiemme (4 stycznia 2009) – 9 km st. dowolny (handicap)
- 2. miejsce  Val di Fiemme (3 stycznia 2009) – 10 km st. klas. (bieg masowy)
- 2. miejsce  Nové Město (1 stycznia 2008) – sprint st. dowolny
- 5. miejsce  Nové Město (31 grudnia 2008) – 10 km st. klas.
- 3. miejsce  Praga (29 grudnia 2008) – sprint st. dowolny
- 6. miejsce  Oberhof (28 grudnia 2008) – 10 km st. klas. (bieg masowy)
- 3. miejsce  Oberhof (27 grudnia 2008) – 2,8 km st. klas. (prolog)

#### 2007/2008(18. miejsce)
- 22. miejsce  Val di Fiemme (6 stycznia 2008) – 9 km st. dowolny (handicap)
- 14. miejsce  Val di Fiemme (5 stycznia 2008) – 10 km st. klas. (bieg masowy)
- 15. miejsce  Asiago (4 stycznia 2008) – sprint st. dowolny
- 7. miejsce  Nové Město (2 stycznia 2008) – 10 km st. klas.
- 18. miejsce  Nové Město (1 stycznia 2008) – 10 km bieg łączony (5+5 km)
- 13. miejsce  Praga (30 grudnia 2007) – sprint st. dowolny
- 25. miejsce  Nové Město (29 grudnia 2007) – 10 km (bieg łączony)
- 20. miejsce  Nové Město (28 grudnia 2007) – 3,3 km st. klas. (prolog)

#### 2006/2007(6. miejsce)
- 17. miejsce  Cavalese (7 stycznia 2007) – 9 km st. dowolny (handicap)
- 9. miejsce  Cavalese (6 stycznia 2007) – 10 km st. klas. (bieg masowy)
- 17. miejsce  Asiago (5 stycznia 2007) – sprint st. dowolny
- 1. miejsce  Oberstdorf (3 stycznia 2007) – 10 km st. klas.
- 33. miejsce  Oberstdorf (2 stycznia 2007) – bieg łączony (5 + 5 km)
- 5. miejsce  Monachium (31 grudnia 2006) – sprint st. dowolny

## Odznaczenia
- Medal za Zasługi (Słowenia, 2009)[12]
- Złoty Order za Zasługi na polu cywilnym (Słowenia, 2010)[8][9]